# 愛のシャリオ
「愛のシャリオ」（Chariot, 英題：I Will Follow Him 伊語：Sul mio carro）とは世界的にヒットしたスタンダードポップスである。別題で「恋のシャリオ」もある。

## 概説
フランク・プゥルセルとポール・モーリアが1961年にJ.W.ストール（=プゥルセル）およびデル・ローマ（=モーリア）の変名で発表したインストゥメンタルであり、翌62年に欧州ではペトゥラ・クラークによるボーカル曲「愛のシャリオ」としてヒットし、日本とアメリカではペギー・マーチによるボーカル曲「アイ・ウィル・フォロー・ヒム」として世界的にヒットした。
なお、クラークのレコーディングに際して、レイモン・ルフェーブルがアレンジを担当している。モーリアは後年、自叙伝の中で変名を用いたことについて、フランス人であることを示す実名を用いるよりもヒットの可能性があることから一計を案じたことを述懐している。
愛のシャリオ
- ペトゥラ・クラーク
- LES SATELLITES - 1962年（Voilà, voilà + Chariotに収録）
- ベティ・クルティス - 1963年にイタリア語でカヴァー。
- ソニア・クルセル - 1962年、Sul mio carro　※イタリア語でカヴァー
- ザ・ピーナッツ - 1963年、LP『バカンスだよ ピーナッツ』に収録
- 庄野真代 - 1984年、LP『紅HOTEL』に収録[3]

夢の幌馬車
- フランク・プゥルセル・グランド・オーケストラが1962年にセルフカバーした際には、この日本語題が使用されていた。

愛のファンキーシャリオ
- フランク・プゥルセルが70年代のディスコブームの時に出したディスコバージョンで蘇らせた。[4]。

アイ・ウィル・フォロー・ヒム
- ペギー・マーチ - このタイトルでリリースされた最初のバージョンで、ペトゥラ・クラークによる「愛のシャリオ」の英歌詞書き下ろしによるカバー版にあたる。ペギー・マーチは漣健児による日本語詞でも歌っている。
- ディーディー・シャープ
- ジョッシー
- Mi-Ke - 1993年、アルバム「甦る60's 涙のバケーション」に収録。
- HEY-SMITH - 2018年にリリースした「Life In The Sun」にスカパンクアレンジされた"Peggy March Cover"が収録されている

ラブ・ユー ラブ・ユー ラブ・ユー
- リッキー・ネルソン - 原題は「I Will Follow You」とタイトルを変えて発売された。歌詞の"him"の所を"you"に変えて歌っている。

ラブ・ユー・ラブ・ユー・ラブ・ユー
- 中尾ミエ - 1963年、シングル「涙のバースディ・パーティ」B面。

恋のシャリオ
- ポール・モーリア・グランド・オーケストラが1976年にセルフカバーした際に邦題として採用された。

恋のPECORI♥Lesson
- 松浦ゴリエ - 2006年、シングル。

他メディアにおける楽曲使用
1992年のアメリカ映画『天使にラブ・ソングを…(英語版)』では、ゴスペル・ミュージック調に編曲されて再び注目を浴びた。この作品では歌詞中の「him」を「Him」、即ちキリスト教における「主」に置き換えており、「修道女が一生涯の愛を神に捧げることへの誓いを熱烈に歌い上げる聖歌」という解釈で用いられている。これに合わせ、歌詞の一部変更や補作詞が施されている。
2019年にコロプラのゲームアプリ『白猫プロジェクト』のCMにおいて替え歌を使用。ゲームに登場するキャラクター達がゴスペル風に合唱する内容で、『天使にラブ・ソングを…』のパロディでもある。